# IC 5191
IC 5191 ist eine linsenförmige Galaxie vom Hubble-Typ S0/a im Sternbild Eidechse am Nordsternhimmel. Sie ist schätzungsweise 303 Millionen Lichtjahre von der Milchstraße entfernt und hat einen Durchmesser von etwa 95.000 Lichtjahren.

Im selben Himmelsareal befinden sich u. a. die Galaxien NGC 7240, NGC 7242, IC 1441, IC 5192.
Das Objekt wurde am 5. Dezember 1888 von Edward Emerson Barnard entdeckt.